# Giovanni Salio
Giovanni Salio, detto Nanni (Torino, 24 dicembre 1943 – 1º febbraio 2016), è stato un ambientalista, pacifista e attivista della nonviolenza italiano.
Si è occupato di ricerca, educazione e azione per la pace, ed è stato tra le voci più autorevoli della cultura nonviolenta in Italia.

## Biografia
Nato a Torino in San Salvario, frequenta i corsi serali dell'istituto tecnico A.Avogadro lavorando come operaio alla Westinghouse e facendo l'animatore ai campi estivi dell'oratorio della parrocchia del Sacro Cuore di via Nizza gestita dai Capuccini. Si laurea in fisica nel 1967 con Carlo Castagnoli discutendo una tesi dal titolo Impulsi di luce Cerenkov associati da EAS sui raggi cosmici.
Lavora come docente incaricato agli istituti tecnici Peano e Avogadro. Nel 1981-82 diventa contrattista e quindi ricercatore all'Università di Torino, detenendo il ruolo fino al 2000.
Nel 1989 traduce per Adelphi Il Tao della fisica del fisico F. Capra.
Nelle elezioni comunali del 1985 risulta il secondo eletto e subentra nel consiglio comunale a Franca Rame.

## L'attivismo politico
Giovanni Salio si è appassionato fin da giovane all'antimilitarismo, aderendo a 19 anni al Movimento Antimilitarista Internazionale.
Negli anni '70 ha partecipato con altri attivisti del Movimento Internazionale di Riconciliazione e del Movimento nonviolento alle lotte per il riconoscimento dell'obiezione di coscienza al servizio militare; in seguito ad alcune manifestazioni per le vie del centro di Torino con cartelli che recavano scritte in favore degli obiettori, fu denunciato insieme ai pacifisti Domenico Sereno Regis, Vito Bologna, Giovanni Pellissier, Piercarlo Racca, Alberto Perino, Giuseppe Marasso, Gian Antonio Bottino ed Enrico Vanesia e arrestato il 4 novembre 1971 al termine di una manifestazione di protesta durante l'alzabandiera in Piazza Castello.
Il processo nei loro confronti, per vilipendio alle Forze Armate e alla bandiera nazionale, ed istigazione dei militari a disobbedire alle leggi iniziò il 17 ottobre 1972 e riscosse una discreta eco perché in Parlamento si stava discutendo la legge che avrebbe regolamentato l'obiezione di coscienza. Gli imputati furono difesi dagli avvocati torinesi Giampaolo Zancan e Maria Magnani Noya, cui si aggiunse in seguito Bianca Guidetti Serra con il sostegno del magistrato Rodolfo Venditti. Nonostante la promulgazione della legge 772/72 che riconosceva l'obiezione di coscienza al servizio militare, la Corte d'Assise di Torino nel settembre 1975 condannò, con pene dai sei ai nove mesi di carcere, sette dei nove pacifisti (Salio fu scagionato per insufficienza di prove), cui seguì la piena assoluzione per tutti in Corte d'Assise d'appello.	
Laureatosi in Fisica, cercò di coniugare i suoi studi all'impegno politico: erano infatti gli anni della guerra fredda e del pericolo dell'olocausto nucleare. Nel 1982 aderì, insieme al altri 800 scienziati tra cui l'amico Antonino Drago, alla nascita dell'Unione Scienziati Per Il Disarmo (USPID), che aveva l'obiettivo di fornire informazione e analisi sul controllo degli armamenti e il disarmo. Con Drago pubblicò nel 1983 un libro (Scienza e guerra: i fisici contro la guerra nucleare) destinato a diventare il pamphlet di riferimento degli scienziati contro la bomba atomica.
Nel 1982 aderì anche alla Campagna di obiezione alle spese militari di cui diventò promotore e per la quale subì un pignoramento.
Nel maggio 1985 si candidò per le Liste Verdi al consiglio comunale di Torino. Primo dei non eletti, fece parte del consiglio dopo la rinuncia di Franca Rame e lasciò il posto al secondo eletto un anno dopo, secondo la regola di rotazione concordata all'interno del partito.

## Il Centro Studi Domenico Sereno Regis
Nel 1982 Salio fondò a Torino, insieme a Domenico Sereno Regis, Franco Sgroi e Piercarlo Racca, un centro studi e documentazione per l'analisi delle azioni dirette nonviolente. Dopo la morte di Sereno Regis, nel gennaio 1984, il centro venne a lui dedicato e Salio ne diventò presidente, carica che ricoprì fino alla morte. Il Centro studi "Domenico Sereno Regis", diventato punto di riferimento per il mondo pacifista torinese, è dotato di biblioteca ed emeroteca specializzate su pace, ambiente e sviluppo e nel 2014 ha ottenuto il riconoscimento dalla Soprintendenza per i beni archivistici del Piemonte e Valle d'Aosta, di "Archivio di interesse storico particolarmente importante".
Tra le varie attività, il centro ha sperimentato, dal 1998 al 2008 in collaborazione con il Comune di Torino e l'associazione Telefono Rosa, un servizio di controllo non armato del territorio con l'utilizzo di obiettori di coscienza in servizio civile, chiamato presenza amica, nei luoghi in cui (parco del Valentino e dintorni di Piazza Vittorio Veneto) si erano manifestati casi di aggressione alle donne.
Nel 2012 il Centro Studi Sereno Regis ha acquistato e rimesso in funzione i locali che ospitarono, dal 1907, la prima sala cinematografica di Torino. È nato così Irenea, un luogo in cui il centro propone attività inerenti al rapporto tra cinema e pace. Nel corso delle ristrutturazioni sono emersi i resti di una chiesa risalente all'anno 1000, poi chiusa nel 1400, dedicata ai santi Simone e Giuda, la cui abside è visibile dal pavimento vetrato di uno dei locali del cinema.
Legato a Irenea è il Premio cinematografico ‘'Gli occhiali di Gandhi”, assegnato dal 2011 al regista che nel corso del Torino Film Festival presenti il miglior film con contenuti culturali nonviolenti.

## L'attività di peace research
In seguito al consolidamento delle attività del Centro Studi Sereno Regis e all'acquisto dei locali presso cui venne adibita la nuova sede, Salio approfondì a livello teorico le attività di peace research. Iniziò una collaborazione con la casa editrice del Gruppo Abele per la quale fu membro di redazione e per cui curò la sezione dedicata all'educazione alla pace dal 1982 al 2012. Grazie a questa collaborazione vennero tradotti in Italia alcuni teorici del pacifismo e dell'ecologismo come Johan Galtung, Theodor Ebert, Gene Sharp e Arne Næss. In seguito alla conoscenza con Mario Borrelli e alla pubblicazione del volume Se vuoi la pace educa alla pace (1983), venne anche introdotto per la prima volta in Italia il concetto di educazione alla pace, cui il Centro Studi Sereno Regis dedicò una sezione.
Salio conobbe Johan Galtung, sociologo e matematico norvegese padre della Peace Research, nel 1982; ne condivise gli approcci tanto da diventare segretario, dal 1988 al 1991, del Italian Peace Research Institute (IPRI), fondato nel 1977 da Mario Borrelli, Antonino Drago e Giuliana Martirani e affiliato all'IPRA e lo portò a pubblicare per la EGA le sue opere più importanti. 
Quando Galtung fondò nel 1996 la rete Transcend per la trasformazione nonviolenta dei conflitti, Salio ne entrò a far parte come membro esperto, mettendo il Centro Studi Sereno Regis a disposizione per le attività italiane delle rete.
Salio guidò anche la facoltà di scienze politiche dell'Università di Torino a conferire al sociologo, nel gennaio 1998, una laurea honoris causa per le sue battaglie in nome della pace.
A partire dal quell'incontro, le iniziative sulla peace research cui Salio partecipò si moltiplicarono: nel 1988 entrò a far parte della segreteria scientifica del "Progetto nazionale di ricerca sulla difesa popolare nonviolenta"; nel 2001 fece aderire il centro Sereno Regis alla creazione del Centro Interateneo di Studi per la Pace (CISP) fondato dall'Università di Torino, dall'Università del Piemonte Orientale e dal Politecnico di Torino con la finalità di promuovere, coordinare e svolgere studi e ricerche sui temi della pace e della guerra; venne chiamato come docente, dal 2006 al 2007, al master internazionale di peacekeeping promosso dall'ONU e attivato dalla facoltà di Scienze Politiche dell'Università di Torino; venne inoltre eletto, in qualità di membro esperto, dal 2008 al 2009, nel Comitato di consulenza per la difesa civile non armata e nonviolenta istituito dal Ministero della Solidarietà Sociale. Varie istituzioni che si occupano della formazione degli obiettori di coscienza al servizio militare (Scuola di pace di Boves, Scuola di pace "Ernesto Balducci" di Torino, Università Internazionale delle Istituzioni dei Popoli per la Pace di Rovereto, Scuola di Formazione alla Protezione Civile della Regione Piemonte, Coordinamento Comasco per la Pace) lo coinvolsero nelle attività di docenza.
Nel corso degli anni ha collaborato continuativamente con riviste quali Azione nonviolenta, Satyagraha ed École.

## Memoria
La città di Torino gli ha intitolato una targa nei Giardini Cavour nel marzo 2017.

## Opere
- Giovanni Salio, Difesa armata o difesa popolare nonviolenta?, ed. Movimento Nonviolento, Perugia 1983;
- Ipri (a cura di Giovanni Salio), Se vuoi la pace educa alla pace, Edizioni Gruppo Abele, Torino 1983;
- Giovanni Salio, Antonino Drago, Scienza e guerra: i fisici contro la guerra nucleare, Edizioni Gruppo Abele, Torino 1984;
- Giovanni Salio, Le centrali nucleari e la bomba: un legame pericoloso, Edizioni Gruppo Abele, Torino 1984;
- Giovanni Salio, Progetto di educazione alla pace (10 fascicoli), Edizioni Gruppo Abele, Torino 1985-1991;
- Ipri (introduzione e cura di Giovanni Salio), I movimenti per la pace: vol. I. Le ragioni e il futuro, vol. II. Gli attori principali, vol. III. Una prospettiva mondiale, Edizioni Gruppo Abele, Torino 1986-1989;
- Fritjof Capra, Il Tao della fisica, Adelphi, Milano, 1989 (Traduzione di Giovanni Salio);
- Giovanni Salio, Le guerre del Golfo e le ragioni della nonviolenza, Edizioni Gruppo Abele, Torino 1991;
- Giovanni Salio (con altri), Domenico Sereno Regis, ed. Satyagraha, Torino 1994;
- Giovanni Salio, Il potere della nonviolenza: dal crollo del muro di Berlino al nuovo disordine mondiale, Edizioni Gruppo Abele, Torino 1995;
- Giovanni Salio, Gandhi. Economia gandhiana e sviluppo sostenibile. Catalogo della mostra (a cura di), Seb27, Torino 2000;
- Giovanni Salio, Elementi di economia nonviolenta, ed. Movimento Nonviolento, Verona 2001;
- G. Salio, D. Filippone, G. Martignetti, S. Procopio, Internet per l'ambiente, Utet, Torino 2001;
- Giovanni Salio, Gianfranco Bologna, Il futuro di noi tutti, saggio introduttivo a Scenari del XXI secolo, Grande Dizionario Enciclopedico UTET, Torino, 2005, e di Sarà il secolo della nonviolenza?, ibidem;
- Giovanni Salio, Carla Toscana, Gandhi: pensieri sulla civiltà moderna, la religione, la nonviolenza, Red, Milano, 2008;
- Autore delle voci: Guerra e ambiente e Proliferazione nucleare in Giuseppe Gamba e Giuliano Martinetti, Dizionario dell'ambiente, ISEDI, Torino, 1995
- Autore della voce: Il futuro dell'ambiente per l'Enciclopedia del XXI secolo, UTET, Torino 1999
- Quel piccoletto con zaino e bicicletta. Nanni Salio: racconti e ricordi di persone che lo hanno conosciuto, Torino, Lexus, 2018.